# Laisenia Qarase
Laisenia Qarase, né le 4 février 1941 à Vanua Balavu dans les îles Lau aux Fidji et mort le 21 avril 2020,, est un homme d'État  fidjien de tendance nationaliste indigène, Premier ministre de 2001 à 2006. 
Il dirige le principal parti de droite, le Parti des Fidji unies (SDL), dont il est le fondateur.

## Biographie
Autochtone issu du clan Tota, il est scolarisé dans une grammar school à Suva, la capitale de ce qui est alors la colonie britannique des Fidji. Il étudie à l'université d'Auckland et y obtient une licence en études commerciales. De retour aux Fidji, il entame une carrière dans l'administration publique, au sein du Conseil des Affaires autochtones (Fijian Affairs Board) puis au ministère des Finances.
Il devient ensuite gérant de la Banque de développement des Fidji (banque publique) de 1983 à 1998. En 1987, le colonel Sitiveni Rabuka mène le premier coup d'État que connaît le pays, renversant le gouvernement démocratiquement élu de Timoci Bavadra qu'il accuse de comprendre trop de ministres d'ascendance indienne. Rabuka prône une suprématie politique autochtone, et fait appel à Laisenia Qarase pour relancer l'économie nationale affaiblie par les conséquences de ce coup de force. Laisenia Qarase initie un plan d'aide au développement qui promeut et facilite l'entrée de davantage d'autochtones dans le monde de l'entreprise. Plusieurs des projets qu'il soutient échouent, toutefois, et aboutissent à la banqueroute de leurs participants, tandis que Qarase et sa famille sont entachés par des soupçons de corruption. En 1998, il devient brièvement gérant de la Banque marchande des Fidji (Merchant Bank of Fiji). L'année suivante, le Grand Conseil des Chefs le fait membre du Sénat. Devenu ainsi membre de la chambre haute du Parlement, il est un farouche opposant au gouvernement travailliste de Mahendra Chaudhry, élu cette même année. Chaudhry est la première personne d'appartenance ethnique indienne à devenir Premier ministre des Fidji,.
En mai 2000, le gouvernement Chaudhry est renversé par l'homme d'affaires George Speight, qui mène un nouveau coup d'État raciste prônant la suprématie des intérêts autochtones. Mahendra Chaudhry et plusieurs ministres et députés sont retenus en otages. Le président de la République, Ratu Sir Kamisese Mara, décrète l'état d'urgence et confie le pouvoir au commodore Frank Bainimarama, commandant des forces armées, qu'il charge de trouver une issue à la crise. En juillet, dans le cadre de négociations avec George Speight, Bainimarama accepte que Laisenia Qarase devienne Premier ministre à la tête d'un gouvernement de transition ; le preneur d'otages fait confiance à Qarase pour mener une politique qui accorde la priorité aux intérêts de la population autochtone. Les otages sont libérés. La Haute Cour des Fidji prononce illégal ce gouvernement de Laisenia Qarase et ordonne que le pouvoir soit rendu à Mahendra Chaudhry. En vain : Laisenia Qarase conserve le pouvoir le temps d'organiser des élections législatives en 2001, remportées par son parti nouvellement créé, le Parti des Fidji unies.
Réélu en 2006, il subit la pression de Frank Bainimarama, qui l'accuse d'attiser les tensions ethniques dans le pays et qui exige l'abandon d'un projet d'amnistie pour les auteurs du coup d'État raciste de l'an 2000. En décembre 2006, le commodore Bainimarama le renverse. Destitué ainsi par l'armée et remplacé par Jona Senilagakali, Laisenia Qarase est transporté avec son épouse vers leur île natale, Vanua Balavu, dans l'est de l'archipel. En août 2012, Laisenia Qarase est condamné par la Haute Cour à un an de prison pour actes de corruption commis dans les années 1990,. Après huit mois de prison, il est libéré début avril 2013. Il ne cherche pas à revenir en politique et ne joue aucun rôle lors des élections de 2014 qui restaurent la démocratie. Tombé malade en avril 2020, il est hospitalisé et meurt à l'issue d'une courte maladie.

## Positions politiques
Laisenia Qarase s'est fait le défenseur de la majorité indigène, qu'il décrit comme souffrant de désavantages socio-économiques. Sa politique fut axée sur une volonté de « discrimination positive » en faveur des indigènes, critiquée par Bainimarama car elle négligeait les personnes désavantagées au sein des autres communautés et risquait (aux yeux de Bainimarama) d'aviver les tensions inter-ethniques.
Également très controversée fut sa tentative de faciliter l'amnistie pour les complices de Speight. Laisenia Qarase affirma vouloir promouvoir la réconciliation, en offrant aux victimes du coup d'État et des violences anti-indo-fidjiennes de 2000 la possibilité de pardonner aux auteurs du coup d'État. Bainimarama, qui avait échappé de peu à une tentative d'assassinat par des partisans de Speight en 2000, s'opposa fermement à toute idée d'amnistie; cette controverse fut l'une des raisons avancées par Bainimarama pour justifier son propre coup d'État contre Laisenia Qarase en 2006.
Bien que certains membres de son gouvernement aient proféré des propos ouvertement racistes à l'encontre de la minorité indo-fidjienne, Laisenia Qarase a toujours nié être raciste. Néanmoins, il affirma dès le début de son premier mandat vouloir défendre « la suprématie des intérêts indigènes ».
Laisenia Qarase s'est dit méfiant vis-à-vis de la démocratie, « concept étranger », et a affirmé son attachement à la société hiérarchique traditionnelle des indigènes fidjiens.

## Distinctions
- Order of the Star of Melanesia[6]